# Portuguesa
Portuguesa (hiszp. Estado Portuguesa) – jeden z 23 stanów Wenezueli. Stolicą stanu jest Guanare.
Stan Potuguesa zajmuje powierzchnię 15 200 km², a w roku 2011 liczył 876 496 mieszkańców. Dla porównania, w 1970 było ich 304,3 tys.
Powierzchnia stanu głównie nizinna (Nizina Orinoko), na północnym zachodnie część pasma Cordillera de Mérida. Gęsta sieć rzek będąca częścią dorzecza Orinoko. Ekstensywnie hoduje się bydło. Uprawiany jest ryż, kukurydza, sezam, tytoń, bawełna.
Znajdują się tu części Parku Narodowego Yacambú, Parku Narodowego Terepaima, Parku Narodowego El Guache, Parku Narodowego Guaramacal i Parku Narodowego Dinira.

## Gminy i ich siedziby
1. Agua Blanca (Agua Blanca)
2. Araure (Araure)
3. Esteller (Píritu)
4. Guanare (Guanare)
5. Guanarito (Guanarito)
6. Monseñor José Vicente de Unda (Paraíso de Chabasquén)
7. Ospino (Ospino)
8. Páez (Acarígua)
9. Papelón (Papelon)
10. San Genaro de Boconoito (Boconoito)
11. San Rafael de Onoto (San Rafael de Onoto)
12. Santa Rosalía (El Playón)
13. Sucre (Biscucuy)
14. Turén (Villa Bruzual)